# Lgota Wielka (gemeente)
De gemeente Lgota Wielka is een landgemeente in het Poolse woiwodschap Łódź, in powiat Radomszczański.
De zetel van de gemeente is in Lgota Wielka.
Op 30 juni 2004 telde de gemeente 4455 inwoners.

## Oppervlakte gegevens
In 2002 bedroeg de totale oppervlakte van gemeente Lgota Wielka 63,08 km², waarvan:
- agrarisch gebied: 89%
- bossen: 6%

De gemeente beslaat 4,37% van de totale oppervlakte van de powiat.

## Demografie
Stand op 30 juni 2004:
| Omschrijving                   | Totaal | Totaal | Vrouwen | Vrouwen | Mannen | Mannen |
| ------------------------------ | ------ | ------ | ------- | ------- | ------ | ------ |
| eenheid                        | aantal | %      | aantal  | %       | aantal | %      |
| inwoners                       | 4455   | 100    | 2267    | 50,9    | 2188   | 49,1   |
| bevolkingsdichtheid (inw./km²) | 70,6   | 70,6   | 35,9    | 35,9    | 34,7   | 34,7   |

In 2002 bedroeg het gemiddelde inkomen per inwoner 1407,94 zł.

## Administratieve plaatsen (sołectwo)
Brudzice, Długie, Kolonia Lgota, Krępa, Krzywanice, Lgota Wielka, Wiewiórów, Wola Blakowa, Woźniki.

## Aangrenzende gemeenten
Dobryszyce, Kleszczów, Ładzice, Strzelce Wielkie, Sulmierzyce